# Großweier

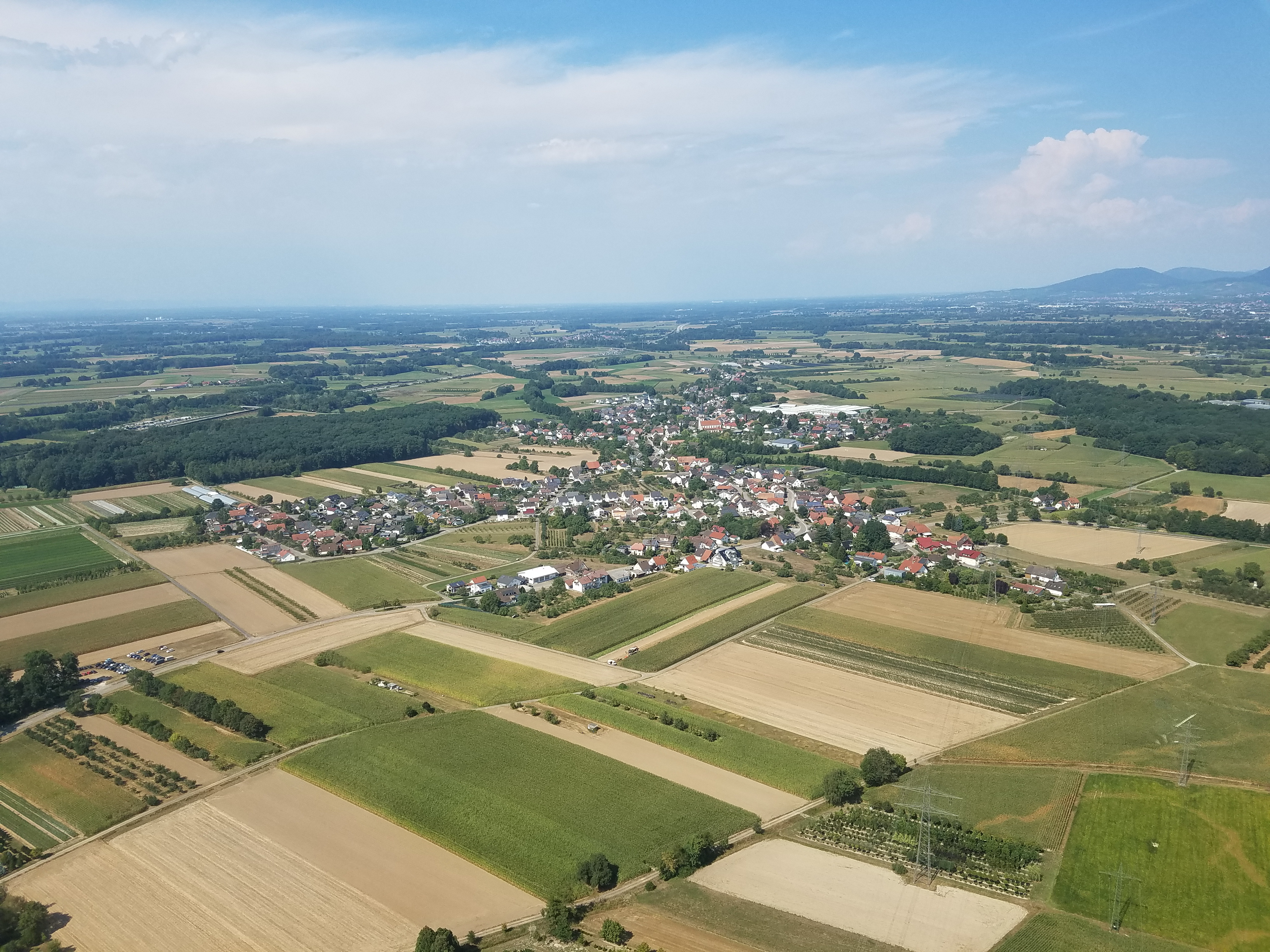
Luftaufnahme von Großweier von Süden aus

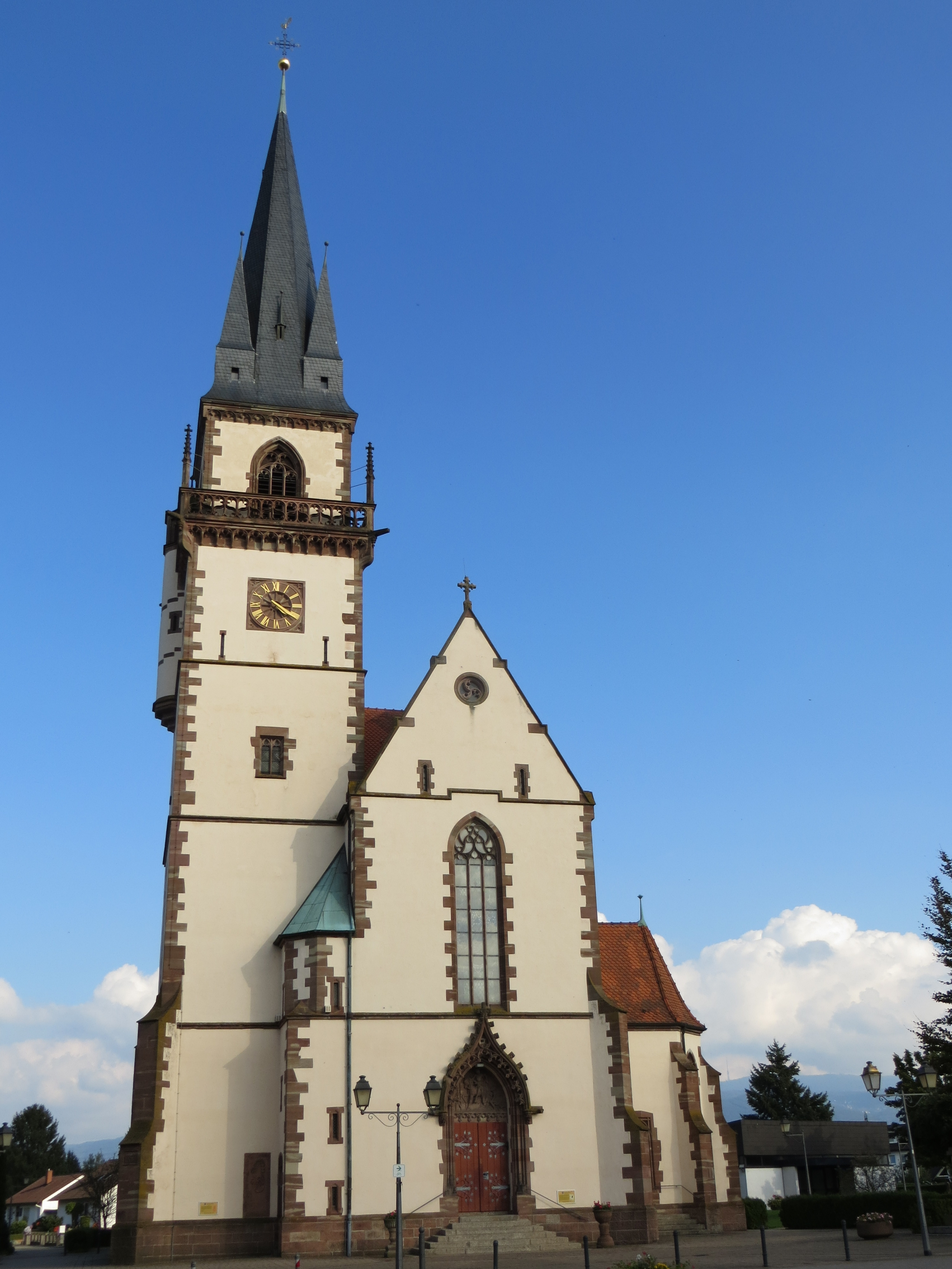
Pfarrkirche St. Martin

Großweier ist ein Stadtteil der Großen Kreisstadt Achern in Baden-Württemberg. Die Bevölkerungszahl liegt bei rund 1570 Einwohnern.
Großweier ist eine Ortschaft im Sinne der baden-württembergischen Gemeindeordnung, das heißt, es gibt jeweils einen von den Wahlberechtigten bei jeder Kommunalwahl zu wählenden Ortschaftsrat mit einem Ortsvorsteher als Vorsitzenden. Zum Stadtteil Großweier gehört lediglich das gleichnamige Dorf.
Bis zur Eingemeindung 1973 war Großweier eine selbstständige Gemeinde im Ortenaukreis.

## Geographie
Großweier liegt in der Rheinebene rund 30 Kilometer südlich von Baden-Baden und rund 30 Kilometer nördlich von Offenburg. Das westlich gelegene Straßburg im Elsass auf der französischen Seite des Rheins ist ebenfalls rund 30 Kilometer entfernt.

## Geschichte
Großweier wurde um 1115 als Crosvvilare erstmals erwähnt. Wie Gamshurst war es ein Ausbauort Sasbachs. Es wurde noch bis ins 19. Jahrhundert Croschweier genannt.
Um 1236 wurde an der Stelle des heutigen Friedhofs ein Wasserschloss gebaut. Das auf dem früheren Wasserschloss sitzende Rittergeschlecht war Landadel und dem Grafen von Eberstein ergeben. Junker Johann von Crosvilare wurde namentlich 1236 erwähnt. In Großweier gab es eine Burg, nach der sich eine Familie benannte. Sie hatten den Ort von den Markgrafen von Baden zu Lehen. Nach dem Aussterben der Familie kam Großweier an die Herren von Seldeneck, deren Erben es schließlich 1583 wieder an Baden verkauften. Das Wasserschloss war danach Sitz des badischen Amts bzw. Vogtes, bis das Schloss 1689 durch Truppen des französischen „Sonnenkönigs“ Ludwig XIV. zerstört wurde. Dann wurde Bühl Sitz des Amtes.
Zwischen 1575 und 1630 gerieten acht Personen in Hexenprozesse, zwei Männer wurden hingerichtet. Der Ort wurde während des Dreißigjährigen Krieges entvölkert und verwüstet.
1797 wurde der Ort etwa ein Jahr lang von französischen Truppen besetzt. Die Bevölkerung begann zu verarmen. Von 1843 bis 1852 wanderten viele verarmte Einwohner nach Amerika aus, die Bevölkerung ging von ca. 800 auf 600 Einwohner zurück.
1902 wurde die Pfarrkirche Sankt Martin fertiggestellt. Im Ersten Weltkrieg hatte Großweier 29 Gefallene und Vermisste zu beklagen, im Zweiten Weltkrieg 83 Gefallene und Vermisste.
1958 erreichte der Autobahnbau Großweier. Durch eine Flurbereinigung wurde 1961 der land- und forstwirtschaftliche Grundbesitz neu geordnet. Am 1. Januar 1973 wurde die bis dahin selbstständige Gemeinde Großweier nach Achern eingemeindet. 2005 fanden anlässlich der Ersterwähnung vor 850 Jahren Feierlichkeiten statt.